# Grand Prix de Tennis de Lyon 2008 - Qualificazioni singolare
Le qualificazioni del singolare  del Grand Prix de Tennis de Lyon 2008 sono state un torneo di tennis preliminare per accedere alla fase finale della manifestazione. I vincitori dell'ultimo turno sono entrati di diritto nel tabellone principale. In caso di ritiro di uno o più giocatori aventi diritto a questi sono subentrati i lucky loser, ossia i giocatori che hanno perso nell'ultimo turno ma che avevano una classifica più alta rispetto agli altri partecipanti che avevano comunque perso nel turno finale.
Le qualificazioni del torneo Grand Prix de Tennis de Lyon  2008 prevedevano 32 partecipanti di cui 4 sono entrati nel tabellone principale.

## Teste di serie
1. Christophe Rochus (Qualificato)
2. Alejandro Falla (ultimo turno)
3. Adrian Mannarino (secondo turno)
4. Thierry Ascione (Qualificato)

1. Santiago Giraldo (Qualificato)
2. David Guez (Qualificato)
3. Fernando Vicente (secondo turno)
4. Giovanni Lapentti (ultimo turno)

## Qualificati
1. Christophe Rochus
2. David Guez

1. Santiago Giraldo
2. Thierry Ascione

## Tabellone

### Legenda
| - Q = Qualificato - WC = Wild card - LL = Lucky loser | - ALT = Alternate - SE = Special Exempt - PR = Protected Ranking | - w/o = Walkover - r = Ritirato - d = Squalificato |

### Sezione 1
|  | Primo turno          | Primo turno            | Primo turno          | Primo turno | Primo turno |  |  | Secondo turno | Secondo turno        | Secondo turno        | Secondo turno       | Secondo turno       |   |    | Ultimo turno | Ultimo turno      | Ultimo turno      | Ultimo turno | Ultimo turno |  |
|  |                      |                        |                      |             |             |  |  |               |                      |                      |                     |                     |   |    |              |                   |                   |              |              |  |
|  | 1                    | Christophe Rochus      | Christophe Rochus    | 6           | 6           |  |  |               |                      |                      |                     |                     |   |    |              |                   |                   |              |              |  |
|  |                      | Vladimir Obradovic     | Vladimir Obradovic   | 3           | 1           |  |  | 1             | Christophe Rochus    | Christophe Rochus    | 6                   | 7                   |   |    |              |                   |                   |              |              |  |
|  | Sébastien de Chaunac | Sébastien de Chaunac   | Sébastien de Chaunac | 6           | 6           |  |  |               | Sébastien de Chaunac | Sébastien de Chaunac | 3                   | 5                   |   |    |              |                   |                   |              |              |  |
|  | Bruno Soares         | Bruno Soares           | Bruno Soares         | 2           | 2           |  |  |               |                      |                      |                     |                     |   |    | 1            | Christophe Rochus | Christophe Rochus | 6            | 7            |  |
|  | Alexander Slabinsky  | Alexander Slabinsky    | Alexander Slabinsky  | 7           | 6           |  |  |               |                      |                      | Alexander Slabinsky | Alexander Slabinsky | 3 | 65 |              |                   |                   |              |              |  |
|  | Baptiste Bayet       | Baptiste Bayet         | Baptiste Bayet       | 64          | 3           |  |  |               | Alexander Slabinsky  | Alexander Slabinsky  | 6                   | 6                   |   |    |              |                   |                   |              |              |  |
|  | 7                    | Fernando Vicente       | 0                    | 7           | 6           |  |  | 7             | Fernando Vicente     | Fernando Vicente     | 2                   | 4                   |   |    |              |                   |                   |              |              |  |
|  |                      | Francois-Arthur Vibert | 6                    | 64          | 3           |  |  |               |                      |                      |                     |                     |   |    |              |                   |                   |              |              |  |

### Sezione 2
|  | Primo turno              | Primo turno              | Primo turno      | Primo turno | Primo turno |  |  | Secondo turno | Secondo turno            | Secondo turno     | Secondo turno | Secondo turno |   |   | Ultimo turno | Ultimo turno    | Ultimo turno | Ultimo turno | Ultimo turno |  |
|  |                          |                          |                  |             |             |  |  |               |                          |                   |               |               |   |   |              |                 |              |              |              |  |
|  | 2                        | Alejandro Falla          | 6                | 3           | 6           |  |  |               |                          |                   |               |               |   |   |              |                 |              |              |              |  |
|  |                          | Chris Eaton              | 3                | 6           | 4           |  |  | 2             | Alejandro Falla          | Alejandro Falla   | 6             | 6             |   |   |              |                 |              |              |              |  |
|  | Grégoire Burquier        | Grégoire Burquier        | 6                | 3           | 7           |  |  |               | Grégoire Burquier        | Grégoire Burquier | 2             | 2             |   |   |              |                 |              |              |              |  |
|  | Alexander Flock          | Alexander Flock          | 4                | 6           | 63          |  |  |               |                          |                   |               |               |   |   | 2            | Alejandro Falla | 7            | 1            | 6(1)         |  |
|  | Adrián Menéndez Maceiras | Adrián Menéndez Maceiras | 4                | 6           | 6           |  |  |               |                          | 6                 | David Guez    | 5             | 6 | 7 |              |                 |              |              |              |  |
|  | Charles Roche            | Charles Roche            | 6                | 4           | 1           |  |  |               | Adrián Menéndez Maceiras | 6                 | 65            | 5             |   |   |              |                 |              |              |              |  |
|  | 6                        | David Guez               | David Guez       | 7           | 6           |  |  | 6             | David Guez               | 4                 | 7             | 7             |   |   |              |                 |              |              |              |  |
|  |                          | Rodolphe Gilbert         | Rodolphe Gilbert | 64          | 3           |  |  |               |                          |                   |               |               |   |   |              |                 |              |              |              |  |

### Sezione 3
|  | Primo turno      | Primo turno      | Primo turno      | Primo turno | Primo turno |  |  | Secondo turno | Secondo turno    | Secondo turno    | Secondo turno    | Secondo turno    |   |   | Ultimo turno | Ultimo turno     | Ultimo turno     | Ultimo turno | Ultimo turno |  |
|  |                  |                  |                  |             |             |  |  |               |                  |                  |                  |                  |   |   |              |                  |                  |              |              |  |
|  | 3                | Adrian Mannarino | Adrian Mannarino | 6           | 6           |  |  |               |                  |                  |                  |                  |   |   |              |                  |                  |              |              |  |
|  |                  | Clement Morel    | Clement Morel    | 2           | 2           |  |  | 3             | Adrian Mannarino | Adrian Mannarino | 4                | 5                |   |   |              |                  |                  |              |              |  |
|  | Thiemo De Bakker | Thiemo De Bakker | Thiemo De Bakker | 6           | 6           |  |  |               | Thiemo De Bakker | Thiemo De Bakker | 6                | 7                |   |   |              |                  |                  |              |              |  |
|  | Alexandre Renard | Alexandre Renard | Alexandre Renard | 2           | 4           |  |  |               |                  |                  |                  |                  |   |   |              | Thiemo De Bakker | Thiemo De Bakker | 5            | 2            |  |
|  | Justin O'Neal    | Justin O'Neal    | Justin O'Neal    | 6           | 6           |  |  |               |                  | 5                | Santiago Giraldo | Santiago Giraldo | 7 | 6 |              |                  |                  |              |              |  |
|  | Olivier Charroin | Olivier Charroin | Olivier Charroin | 3           | 4           |  |  |               | Justin O'Neal    | Justin O'Neal    | 4                | 65               |   |   |              |                  |                  |              |              |  |
|  | 5                | Santiago Giraldo | Santiago Giraldo | 6           | 6           |  |  | 5             | Santiago Giraldo | Santiago Giraldo | 6                | 7                |   |   |              |                  |                  |              |              |  |
|  |                  | Clement Reix     | Clement Reix     | 4           | 1           |  |  |               |                  |                  |                  |                  |   |   |              |                  |                  |              |              |  |

### Sezione 4
|  | Primo turno       | Primo turno            | Primo turno       | Primo turno | Primo turno |  |  | Secondo turno | Secondo turno     | Secondo turno     | Secondo turno     | Secondo turno     |   |   | Ultimo turno | Ultimo turno    | Ultimo turno    | Ultimo turno | Ultimo turno |  |
|  |                   |                        |                   |             |             |  |  |               |                   |                   |                   |                   |   |   |              |                 |                 |              |              |  |
|  | 4                 | Thierry Ascione        | 69                | 7           | 7           |  |  |               |                   |                   |                   |                   |   |   |              |                 |                 |              |              |  |
|  |                   | Jean-Christophe Faurel | 7                 | 68          | 64          |  |  | 4             | Thierry Ascione   | Thierry Ascione   | 6                 | 7                 |   |   |              |                 |                 |              |              |  |
|  | Jonathan Eysseric | Jonathan Eysseric      | 4                 | 6           | 6           |  |  |               | Jonathan Eysseric | Jonathan Eysseric | 4                 | 5                 |   |   |              |                 |                 |              |              |  |
|  | Simon Cauvard     | Simon Cauvard          | 6                 | 4           | 3           |  |  |               |                   |                   |                   |                   |   |   | 4            | Thierry Ascione | Thierry Ascione | 6            | 6            |  |
|  | James McGee       | James McGee            | 6                 | 3           | 7           |  |  |               |                   | 8                 | Giovanni Lapentti | Giovanni Lapentti | 4 | 3 |              |                 |                 |              |              |  |
|  | Benoît Paire      | Benoît Paire           | 4                 | 6           | 62          |  |  |               | James McGee       | James McGee       | 4                 | 4                 |   |   |              |                 |                 |              |              |  |
|  | 8                 | Giovanni Lapentti      | Giovanni Lapentti | 6           | 7           |  |  | 8             | Giovanni Lapentti | Giovanni Lapentti | 6                 | 6                 |   |   |              |                 |                 |              |              |  |
|  |                   | Enrico Iannuzzi        | Enrico Iannuzzi   | 4           | 5           |  |  |               |                   |                   |                   |                   |   |   |              |                 |                 |              |              |  |